# Љубомир Милетић
Љубомир Милетић (буг. Любомир Милетич; Штип, 1. јануар 1863 — Софија, 1. јун 1937) био је бугарски научник и интелектуалац крајем 19. и почетком 20. века, лингвиста, етнограф и историчар.
По Бугарској енциклопедији, његов отац Ђорђе (Георгије) био је рођени брат Светозара Милетића и обојица, иако рођени у Аустроугарској, имају порекло из Источне Тракије, што је и утицало да се његов отац ожени женом из Велеса, због чега је Љубомир рођен у Штипу у данашњој Северној Македонији.

## Биографија
Рођен је у Штипу 1863. године као Љубомир Георгев Милетич. Његов отац Ђорђе Милетић је наводно био српски политички емигрант, који је као Карађорђевац напустио Кнежевину Србију. Ђорђе је био бугарски учитељ у Велесу 1859-1861. године, затим, као већ ожењен, се преместио у Штип, где је службовао 1861-1863. године. Тада им се родио се син Љубомир, па је породица прешла у Кукуш (1863-1867), затим Струмицу (1867-1868). Љубомир је студирао у Загребу и Прагу, и стекао филолошко образовање. У списку студената у Прагу, за њега се каже да је 1883-1884. године: "из Македоније, из Штипа, бугарске националности, православац".
Један је од оснивача софијског Универзитета "Климент Охридски". Био је члан и председник 1926-1937. године, Бугарске академије наука.
Д-р Милетић је сматран за великог бугарског стручњака, слависту. Постао је дописни члан ЈАЗУ у Загребу 1900. године. Објавио је 1903. године студију о источнобугарским дијалектима, од стране Бечке академије. Бечка академија наука је 1897. године ангажовала д-р Љубомира Милетића професора из Софије, да о њеном трошку обиђе источну Бугарску и проучи њене дијалекте. Бечлије су користиле велики "Трајтлов легат" да финансирају "Балканску комисију", за коју је радио Милетић. Проф. Милетић је нарочито био активан крајем 1909. године, када је учествовао по бројним политичким зборовима у Бугарској. Он се "умешао у македонску емиграцију", која је тражила од Бугарске ослобођење. Милетић је био и васпитач младог престолонаследника Бориса III, будућег бугарског цара. За његов 25. годишњи књижевно-научни јубилеј, Бугари су му приредили свечано академско јубиларно вече у Софији 1912. године. Он је тада професор словенске филологије на универзитету и потпредседник Бугарске академије.
За време Првог светског рата Милетића је послала бугарска влада да по Немачкој држи предавања, у корист бугарских интереса на Балкану. Он је након рата писац рубрике 'Страници от миналото', у Протогеровој 'Македонији'". Објавио је 1927. године у Софији, брошуру којом се замерио Србима, пишући са пијететом о бугарским комитама - "Спомени на Дамян Груев, Борис Сарафов и Иван Гарванов". За разлику од осталих Бугара, Милетић је радио стручно - "научно", тако је по жељи Александрова и Протогерова написао четири пригодне брошуре као материјал "за историјата на македонското движеније". Поседовао је и део архиве покојног стрица Светозара Милетића, коју је злоупотребљавао, пишући у гласилу В.М.Р.О. Написао је стручни есеј о књижевности и језику Бугара, у српском Банату.
Милетић је као научник и универзитетски професор у Софији, био председник Бугарске академије наука, до своје смрти. Умро је 1937. године и сахрањен са великим почастима, због великих заслуга за бугарски народ.